# Els Robeyns
Els Robeyns, née le 13 septembre 1977 à Hasselt est une femme politique belge flamande, membre du Sp.a.
Elle est graduée en gestion d'entreprise et fut employée.

## Fonctions politiques
- bourgmestre de Wellen (2013-)
- députée au Parlement flamand:
  - depuis le 1er février 2006 (en replacement de Hilde Claes)

## Décoration
- Officier de l'ordre de Léopold (2024)[1].